# Unering (Seefeld)
Unering ist ein Gemeindeteil der Gemeinde Seefeld in Oberbayern, genau auf halbem Weg zwischen den nördlichen Enden von Ammersee und Starnberger See.

## Geschichte
Der Ortsname ist in den Chroniken von Kloster Benediktbeuern aus dem 9. Jh. als Uneringa ersturkundlich genannt. Es liegt der bajuwarische Personenname Unheri zugrunde.
Mit dem bayerischen Gemeindeedikt von 1818 wurde die Gemeinde Unering als Selbstverwaltungskörperschaft gebildet. Am 1. Juli 1972 wurde Unering in die Gemeinde Oberalting-Seefeld eingegliedert. Seit 1978 heißt diese Gemeinde nach der Eingliederung weiterer Orte Seefeld.

## Bauwerke

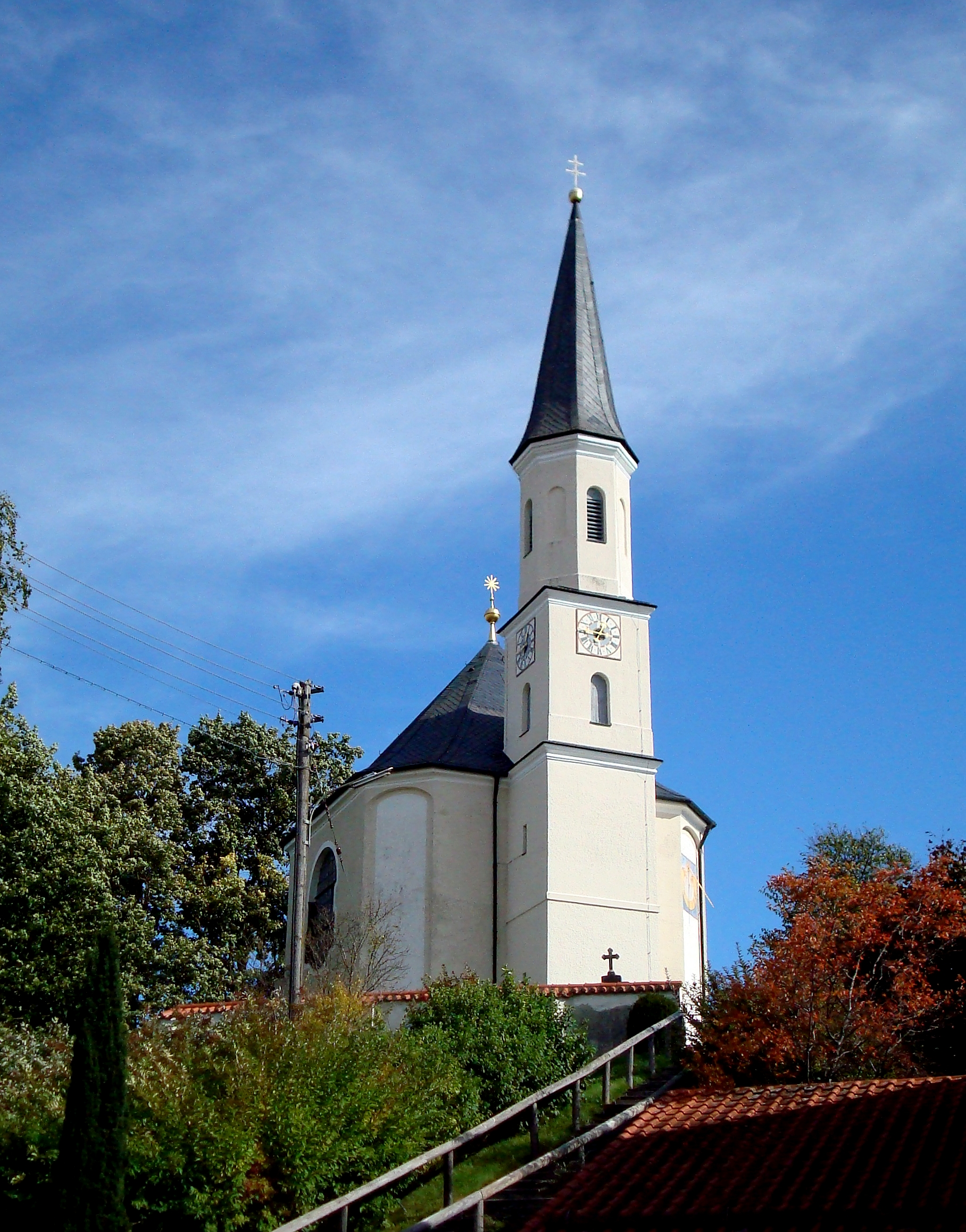
Kirche St. Martin

### Katholische Filialkirche St. Martin
Unering besitzt mit der katholischen Filialkirche St. Martin eines der eigentümlichsten Denkmäler des Rokoko.
Erbaut um 1731 (Jahreszahl am Chorbogen) nach Abbruch des wohl baufälligen Vorgängerbaus, stellt St. Martin einen Zentralbau nach einheitlichem architektonischen Entwurf von Johann Michael Fischer dar.
Weithin sichtbar steht die zierliche Kirche auf einem Moränenhügel. Der Westturm wurde 1833 angebaut, die Kirche 1961–1965 renoviert.
Der Hauptraum, ein Quadrat mit abgeschrägten Ecken, wird überwölbt von einer Flachkuppel mit kreisförmigem Grundriss auf Hängezwickeln (Pendentifs). Dort Fresko Sankt Martin fleht Maria um Schutz für die Armen an, 1731 von Johann Georg Sang aus München. In den Zwickeln vier Szenen aus der Martingslegende. Die Wände in Pilastergliederung; zwei geschweifte Seitenfenster geben dem Raum helles Licht. Stuck Festons und Putten von Johann Baptist Zimmermann und seinem Parlier Martin Hörmannstorffer.
Drei Altäre mit Figuren von Johann Georg Greiff und Stuckmarmor von Johann Baptist Zimmermann. Hauptaltar mit lebensgroßer Holzfigur des Hl. Martin als Ritter, der den Mantel teilt. Rechter Seitenaltar Hl. Johannes von Nepomuk, linker Seitenaltar Hl. Anna selbdritt, jeweils vor gemaltem Hintergrund, umgeben von feinem Stuck.

### Friedhof
Die Kirche St. Martin ist umgeben von einem ummauerten Friedhof; dort Grabkapelle der Tiefenbrunner Gutsherrschaften, 19. Jh.

### Frühgeschichtliche Spuren
- Reihengräberfeld aus der Merowingerzeit westlich der Hochstadter Straße
- Vorgeschichtliche, undatierte Hügelgräber westlich der Perchtinger Straße und südlich der Hadorfer Straße

## Wirtschaft
Espe, Hersteller von Material für Zahnärzte; heute Tochter von 3M.